# Matthias Bäcker (Musiker)
Matthias Bäcker (* 1971 in Schwerin) ist ein deutscher Oboist und Hochschullehrer.

## Leben und Wirken
Matthias Bäcker erhielt Musikunterricht am Konservatorium „Johann Wilhelm Hertel“ Schwerin und studierte bei Hans Werner Wätzig an der Hochschule für Musik „Hanns Eisler“ Berlin und bei Burkhard Glaetzner an der Hochschule für Musik und Theater „Felix Mendelssohn Bartholdy“ Leipzig. 1994 wurde er als Nachwuchsmusiker in die Orchester-Akademie der Berliner Philharmoniker aufgenommen und von Hansjörg Schellenberger unterrichtet. Außerdem spielte er im Gustav Mahler Jugendorchester unter Claudio Abbado und war 1997 Gründungsmitglied des Mahler Chamber Orchestra. Feste Engagements als Solo-Oboist hatte er bei den Berliner Symphonikern, am Nationaltheater Mannheim und ab 1999 an der Deutschen Oper Berlin.
Matthias Bäcker spielte mit bekannten Orchestern wie den Berliner Philharmonikern, der Bayerischen Staatsoper, dem City of Birmingham Symphony Orchestra und der Camerata Salzburg. Als Solist und Kammermusiker gastierte er in Deutschland und im Ausland. Im Duett mit der Pianistin Birgitta Wollenweber spielt er Werke von Carl Philipp Emanuel Bach, Benjamin Britten, Robert Schumann, Georg Philipp Telemann, Johannes Brahms, Johann Wenzel Kalliwoda und von Florent Schmitt.
Seit 2005 ist Matthias Bäcker Professor für Oboe an der Hochschule für Musik Franz Liszt Weimar. Er ist Mitglied des Senats der Hochschule.